# Haliplus oklahomensis
Haliplus oklahomensis är en skalbaggsart. Haliplus oklahomensis ingår i släktet Haliplus och familjen vattentrampare. Inga underarter finns listade i Catalogue of Life.